# Scialet Candy
Le scialet Candy est l'entrée principale d'un réseau souterrain de 11,5 km environ situé à Villard-de-Lans sur le massif du Vercors. L'entrée du scialet se trouve dans la Grande Combe à 1 580 m d'altitude.  Le scialet Candy est le maillon aval du Réseau du Clot d'Aspres dont il est la continuation au Nord. Ce réseau contient une galerie géante de 1 km de long (de 10 à 30 m de diamètre) et un collecteur  actif (20 l/s à l'étiage)[réf. nécessaire] dont les eaux vont à l'exsurgence de Goule Blanche située, à 832 mètres d'altitude, dans les gorges de la Bourne.

## Explorations
Découvert par l'association spéléo Vercors (ASV) de Villard-de-Lans jusqu'à la profondeur de 38 mètres, la suite est trouvée en 2013 par les Spéléos grenoblois du club alpin français (SGCAF). Un siphon à −552 mètres est rapidement atteint le 31 août. Un boyau ventilé situé avant les puits terminaux permet la découverte de grosses galeries le 29 septembre 2013. En 2014 le collecteur est retrouvé mais un siphon à −557 m bloque la continuation. Une galerie au sud s'arrête sur un siphon situé à une centaine de mètres du siphon nord du réseau de Vlad (Vlad III l'Empaleur) du scialet des Nuits Blanches. Dans les galeries fossiles le réseau est suivi plein nord et le développement de la cavité est doublé pour atteindre 4 300 mètres. En 2016, les explorations révèlent la complexité du réseau, des galeries annexes sont découvertes, des escalades sont tentées, des puits sont descendus et la longueur du réseau dépasse les 8 500 mètres. Au dessus des puits remontant, sur le lapiaz, des désobstructions acharnées ne permettent pas d'accéder au réseau souterrain.
En 2017 la profondeur du gouffre passe à −568 mètres.